# Dinosaur (álbum)
Dinosaur é o vigésimo álbum de estúdio da dupla japonesa de rock B'z. Foi lançado em 29 de novembro de 2017. Ele veio depois de um hiato em que os membros lançaram projetos solo, incluindo o álbum colaborativo do vocalista/letrista Koshi Inaba com o músico nativo estadunidense Stevie Salas, Chubby Groove; e o álbum solo do guitarrista/compositor Tak Matsumoto enigma e também seu álbum colaborativo com o multi-instrumentista estadunidense Daniel Ho Electric Island, Acoustic Sea.
Ele estreou no topo da parada semanal da Oricon, da parada semanal da Billboard Japan e da Billboard Japan Top Download Albums. No final de 2017, apareceu na 18ª colocação da parada de final de ano da Oricon.
A faixa-título figurou na trilha sonora da dublagem japonesa do filme de desastre natural de 2017 Geostorm. "King of the Street" figurou na trilha sonora do jogo Dynasty Warriors 9.

## Lista de faixas
Todas as letras escritas por Koshi Inaba, todas as músicas compostas por Tak Matsumoto, todas as faixas co-arranjadas por ambos.
| N.º            | Título                                             | Duração |  |
| 1.             | "Dinosaur" (Dinossauro)                            | 5:11    |  |
| 2.             | "Champ" (Campeão)                                  | 3:36    |  |
| 3.             | "Still Alive" (Ainda Vivo)                         | 4:41    |  |
| 4.             | "ハルカ (Haruka)"                                  | 3:38    |  |
| 5.             | "それでもやっぱり (Sore Demo Yappari)" (Mas Ainda) | 5:15    |  |
| 6.             | "声明 (Seimei)" (Declaração)                       | 3:38    |  |
| 7.             | "Queen of the Night" (Rainha da Noite)             | 3:22    |  |
| 8.             | "Skyrocket" (Rojão)                                | 3:34    |  |
| 9.             | "ルーフトップ (Rooftop)" (Teto)                    | 3:53    |  |
| 10.            | "弱い男 (Yowai Otoko)" (Homem Fraco)               | 4:07    |  |
| 11.            | "Itoshiki Yuurei (愛しき幽霊)" (Querido Fantasma)  | 4:47    |  |
| 12.            | "King of the Street" (Rei da Rua)                  | 3:39    |  |
| 13.            | "Purple Pink Orange" (Roxo Rosa Laranja)           | 4:56    |  |
| Duração total: | Duração total:                                     | 54:17   |  |

### CD & DVD / CD & Blu-ray ao vivo bônus
Este CD bônus traz a íntegra do show da banda no Japan Rock Festival 2017.
1. "Samayoeru Aoi Dangan"
2. "Liar! Liar!"
3. "Sayonara Kizu Darake no Hibi yo"
4. "Uchōten"
5. "Hadashi no Megami"
6. "Ichibu to Zenbu"
7. "Still Alive"
8. "Shoudou"
9. "juice"
10. "Giri Giri Chop"
11. "Ultra Soul"

## Créditos
B'z
- Koshi Inaba - vocais
- Tak Matsumoto - guitarras

Membros de apoio
- Yukihide "YT" Takiyama – vocais de apoio nas faixas 7, 8, 10, 12
- Sam Pomanti – vocais de apoio em "Skyrocket" e "Rooftop"
- Barry Sparks – baixo nas faixas 1, 5, 8, 9, 10, 11, 12, 13
- Chris Chaney – baixo nas faixas 1, 2, 6
- Steve Billman – baixo em "Haruka" e "Queen of the Night"
- Travis Carlton – baixo em "Still Alive"
- Jeff Babko – teclados em todas as faixas exceto "Still Alive"
- Shane Gaalaas – bateria nas faixas 3, 4, 5, 7, 10, 11, 13
- Tommy Clufetos – bateria nas faixas 1, 2, 6, 8, 9, 12
- Nobu Saito – percussão nas faixas 4, 5, 7, 8, 11, 12, 13
- Lenny Castro – percussão nas faixas 1, 2, 6
- Greg Vail – saxofone em "Yowai Otoko"

Produção
- Yukihide "YT" Takiyama – arranjo e gravação em todas as faixas exceto "Still Alive"
- Hideyuki Terachi – arranjo e direção vocal de "Still Alive"
- Hiroyuki Kobayashi – gravação e mixagem